# 小山 (南卡罗来纳州)
34°11′47″N 81°24′44″W / 34.1962557°N 81.41232289999999°W
小山（英文：Little Mountain），是美国南卡罗来纳州下属的一座城市。城市类型是“Town”。其面积大约为1.42平方英里（3.67平方公里）。根据2010年美国人口普查，该市有人口291人，人口密度约为每平方 英里205.36人（约合每平方公里79.29人）。